# Hemoencefalografia
Hemoencefalografia (HEG) é uma técnica de neurofeedback relativamente nova dentro do campo da neuroterapia. Neurofeedback, uma forma específica de biofeedback, é baseado na ideia de que os seres humanos podem alterar seu funcionamento cerebral conscientemente por meio de sessões de treinamento nas quais se tenta alterar o sinal gerado por seu cérebro e medido por algum mecanismo de retorno (feedback) das funções neurológicas. Com isso, os indivíduos aumentariam o fluxo sanguíneo cerebral para uma região específica do cérebro, aumentando a atividade cerebral e a performance em tarefas envolvendo essa região do cérebro consequentemente.

## Visão Geral
As duas abordagens da hemoencefaografia, por infravermelho próximo (nIR) e infravermelho passivo pIR), consistem em medidas indiretas da atividade neural baseada na conexão neurovascular. A conexão neurovascular é o mecanismo pelo qual o fluxo sanguíneo cerebral se relaciona à atividade metabólica. Quando uma região do córtex é usada em uma tarefa cognitiva especifica, a atividade neuronal naquela região aumenta, aumentando, consequentemente, a taxa de metabolismo local. Para compensar as demandas nutricionais e de gasto enérgico de uma maior taxa metabólica, o fluxo sanguíneo cerebral para a área em uso deve aumentar em uma mesma proporção. Junto ao aumento do fluxo, as moléculas de hemoglobina do sangue, responsáveis pelo transporte e transferência de oxigênio para os tecidos corporais, deve aumentar a quantidade de oxigênio transportado àquela região do córtex, resultando em uma maior nível de oxigenação sanguínea local. Isso também é conhecido como resposta hemodinâmica.